# 杜米托尔国家公园
杜米托尔山脉位于黑山西北部，属於狄那里克山脉的一部分，海拔逾2000米的山峰有48座，其最高峰为海拔2522米的博博托夫庫克山，同时也是黑山的最高峰。其名稱來源可以追溯至羅馬帝國時代，意思為平緩的山峰。於1952年，塞爾維亞和黑山政府宣布围绕杜米托尔山脉建立一座国家公园。於1980年，杜米托尔国家公园（英語：Durmitor National Park）被聯合國教育、科學及文化組織收录進入世界遺產自然遗产名录。
杜米托尔国家公园的地貌是由冰川所形成，並且有河川與伏流縱橫其中。塔拉河峽谷擁有歐洲最深的峽谷，稠密的針葉林間散落著許多清澈的湖泊，並且孕育了種類繁多的特有植物。

## 旅遊
杜米托尔国家公园是传统的冬季度假胜地，活動包括滑雪及單板滑雪等；於夏季，杜米托尔国家公园亦是徒步或登山的好地方。杜米托尔国家公园的旅遊設施都是圍著扎布利亞克而興建。來訪的遊客以隔鄰的塞尔维亚為主要，而來自其他國家的遊客數量亦有增加的趋势。其中最熱門的旅遊景點就是杜米托爾國家公園園內的18個冰蝕湖。

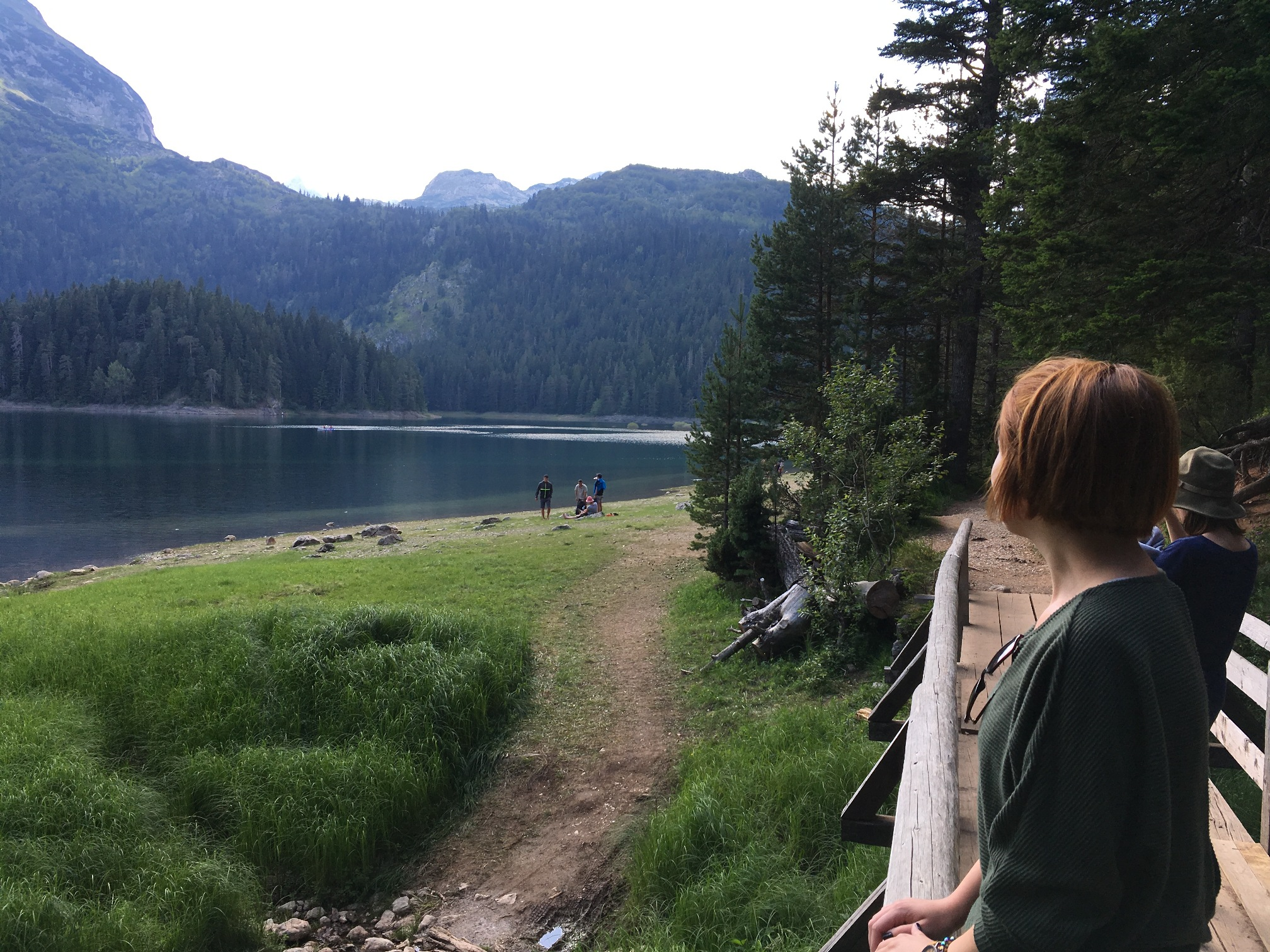
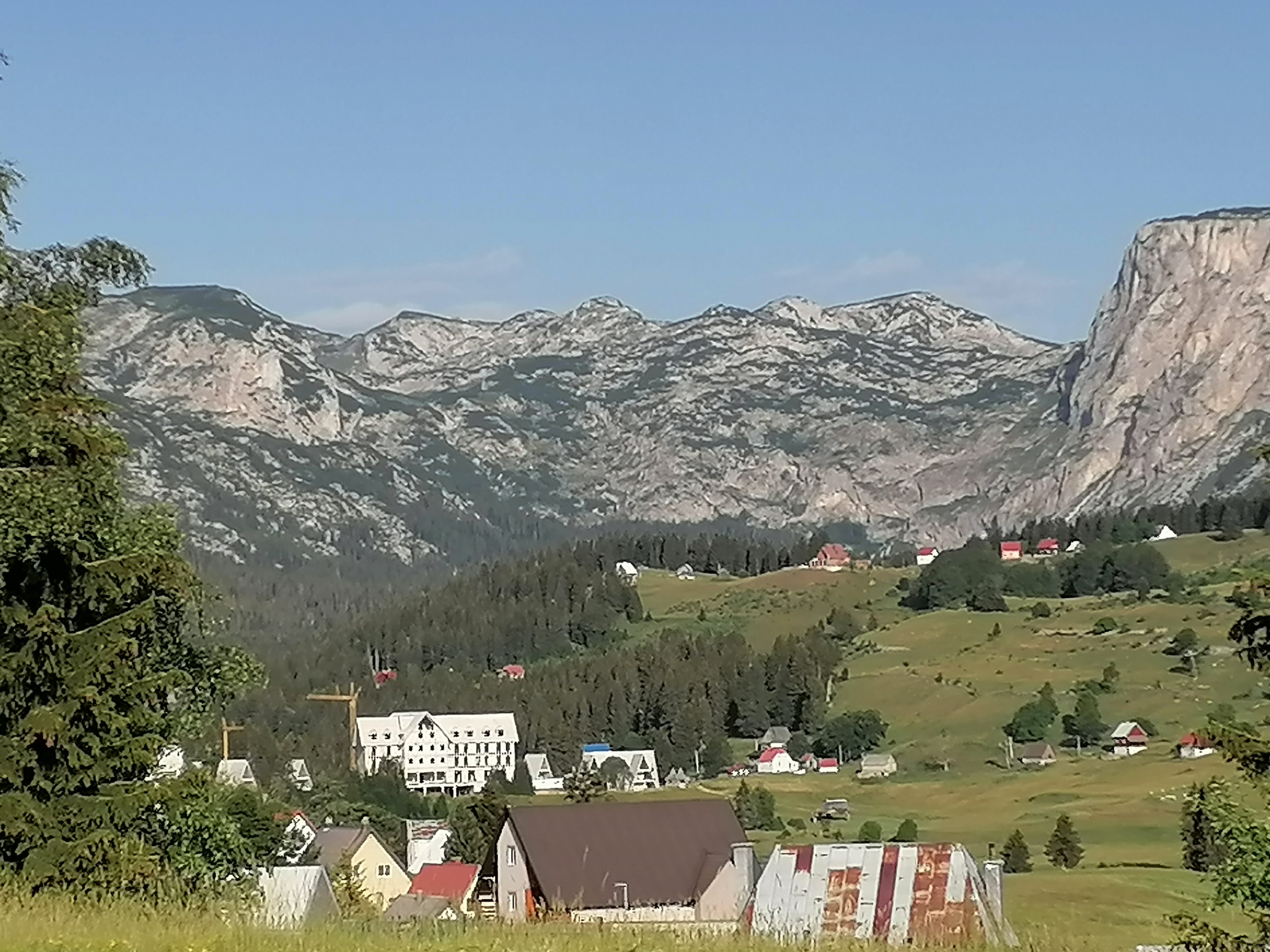
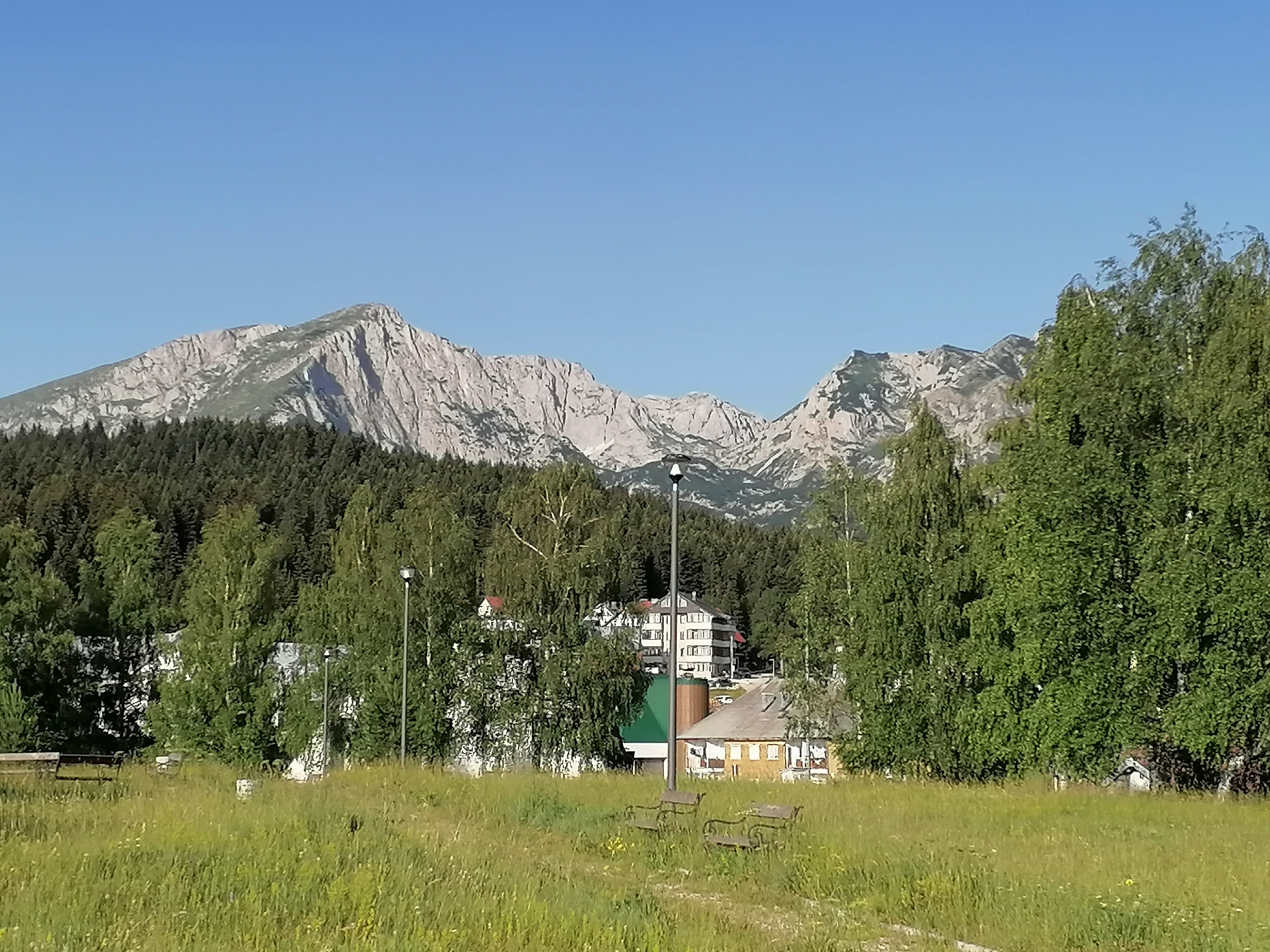
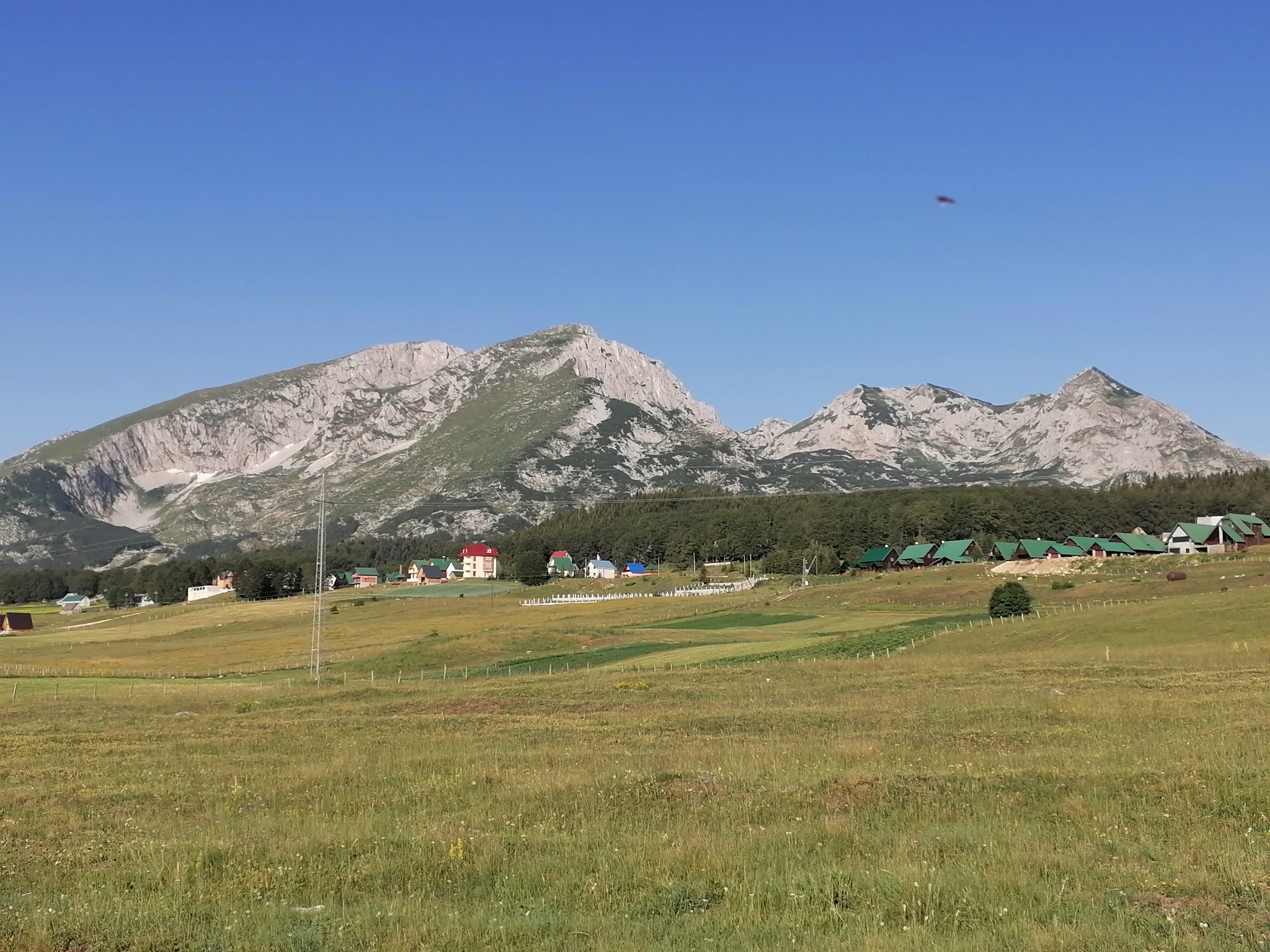
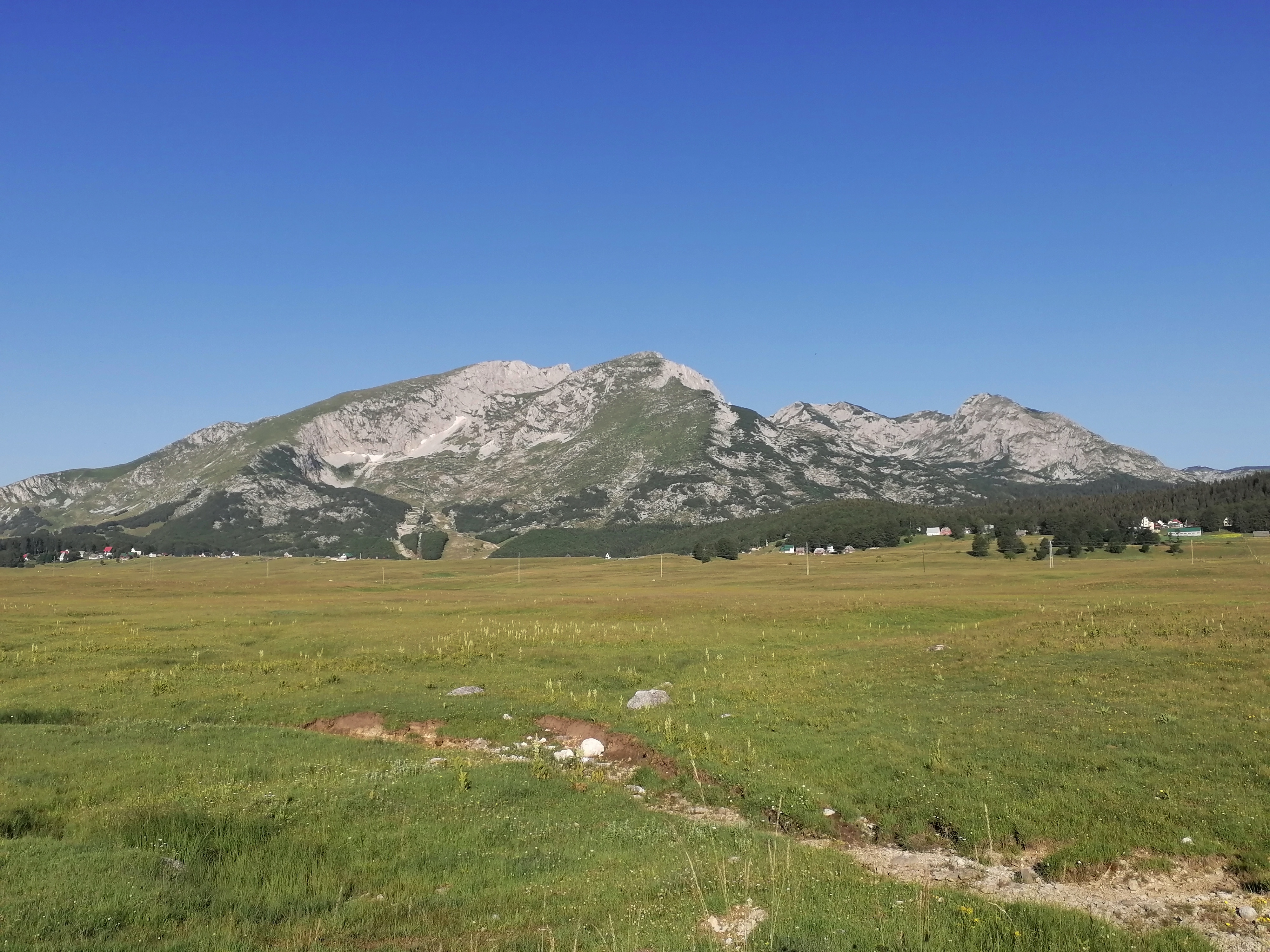
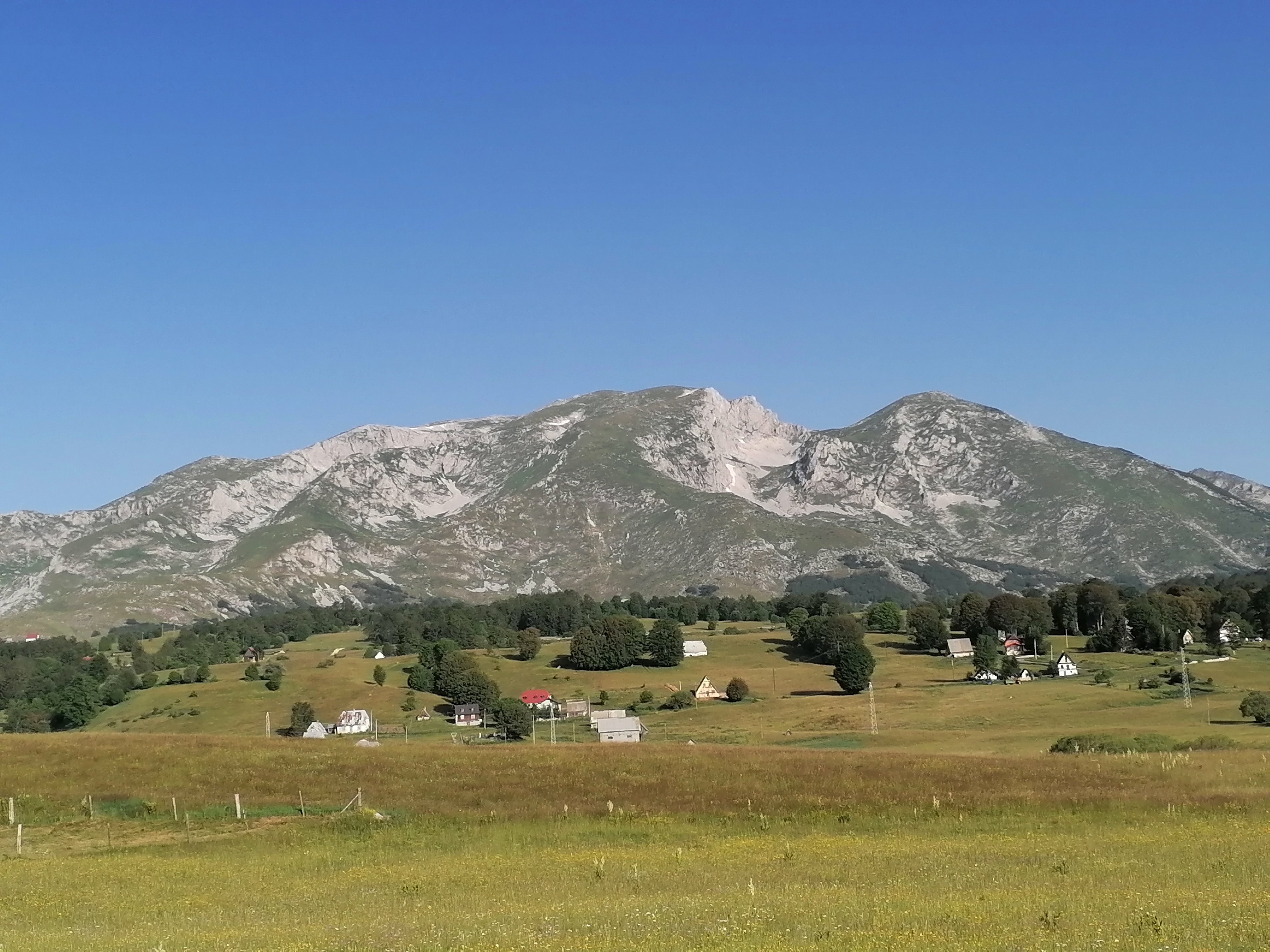
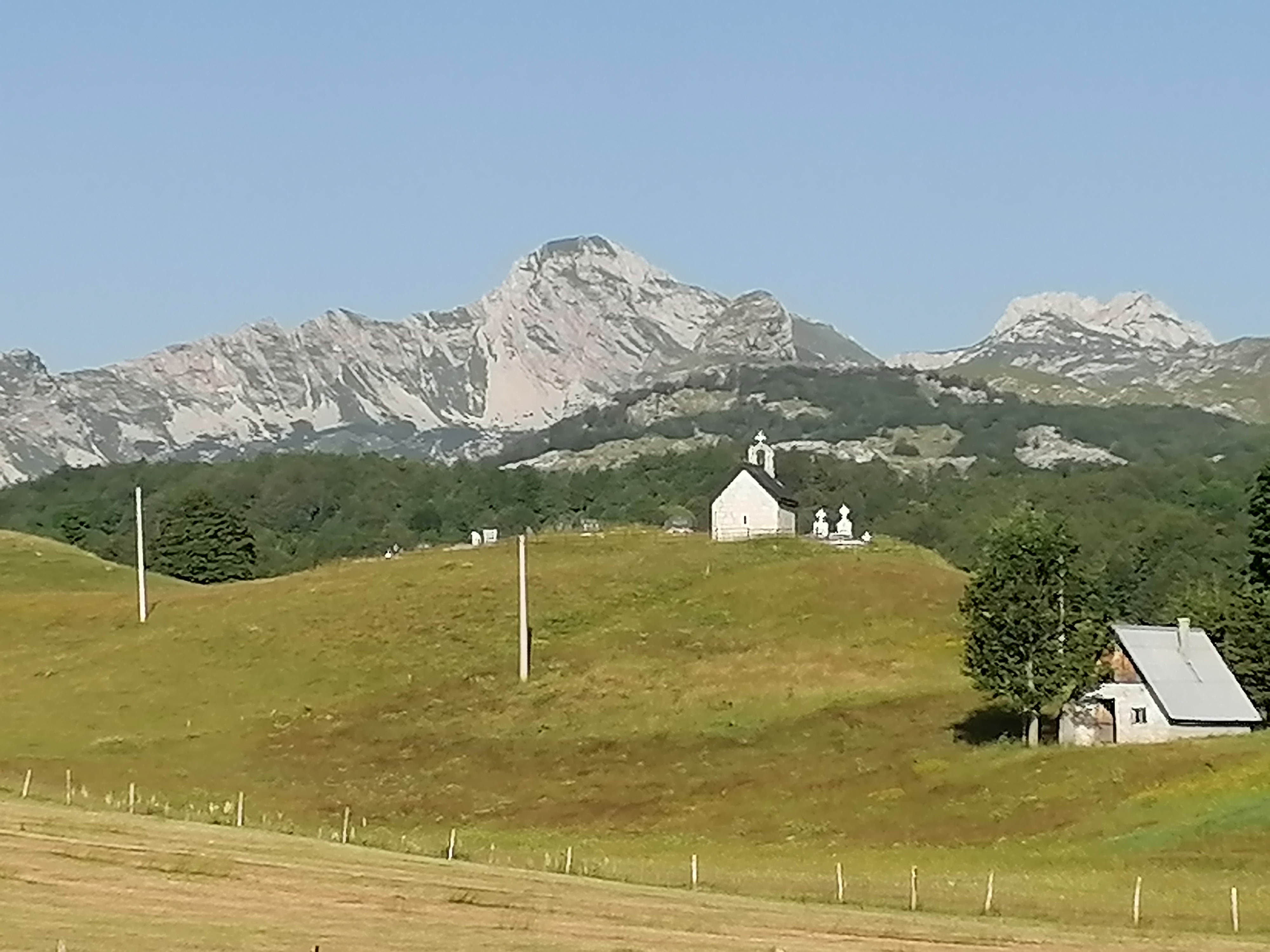
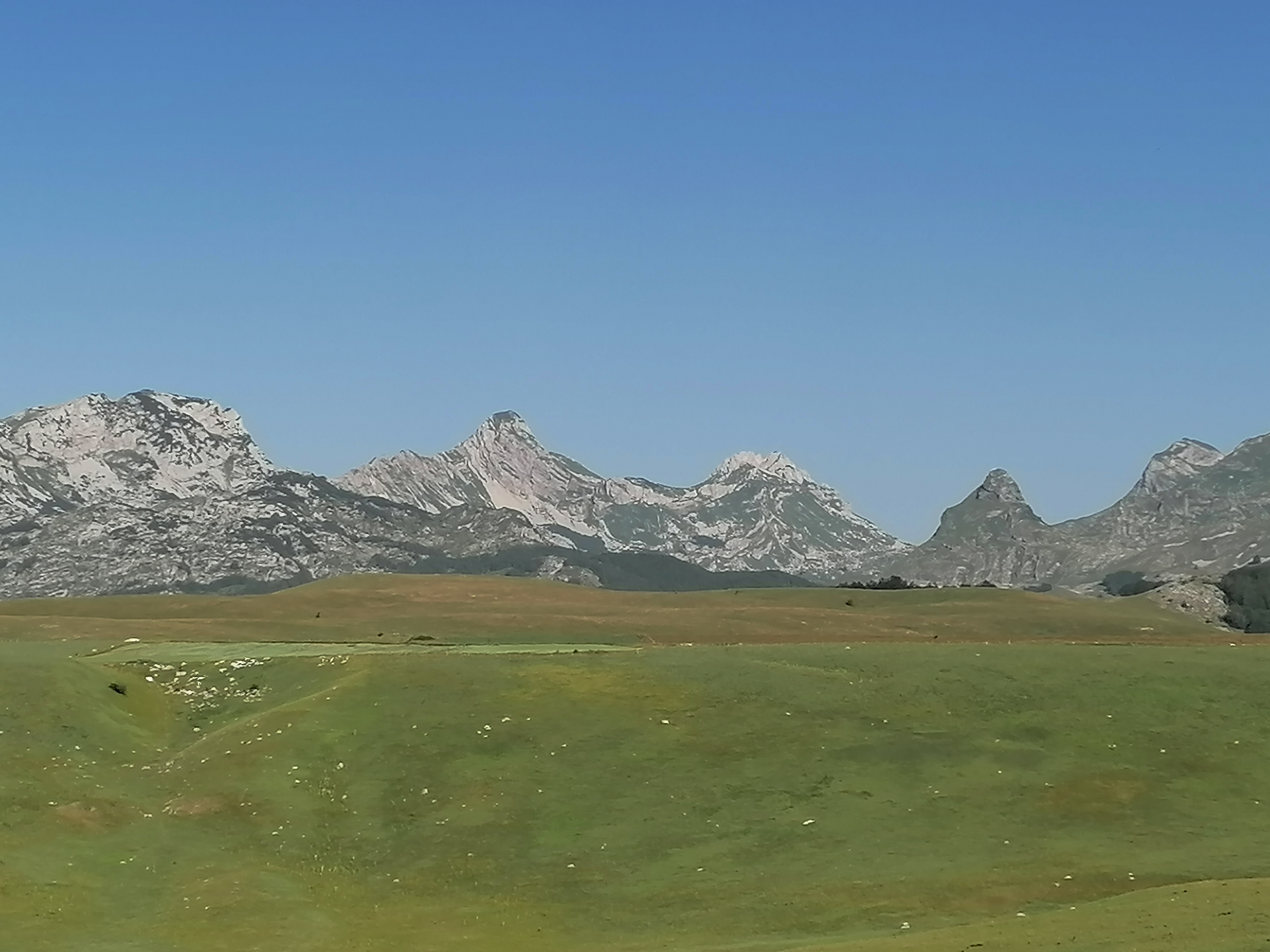